# Liga de Campeones de la OFC 2008-09
La Liga de Campeones de la OFC 2008-09 fue la octava edición del máximo torneo continental de Oceanía. Al contrario de la edición anterior, en este torneo no hubo una fase preliminar.
Se disputó entre el 2 de noviembre de 2008 y el 3 de mayo de 2009. El Auckland City neozelandés venció 9-4 en el global al Koloale salomonense en la final y obtuvo su segundo título en el torneo y la clasificación a la Copa Mundial de Clubes de la FIFA 2009.

## Equipos participantes
| País                      | Equipo/s                       | Vía de clasificación                                                                                               |
| ------------------------- | ------------------------------ | --- |
| Nueva Zelanda 2 cupos     | Waitakere United Auckland City | Campeón del Campeonato de Fútbol de Nueva Zelanda 2007-08 2.º fase regular del Campeonato de Nueva Zelanda 2007-08 |
| Fiyi 1 cupo               | Ba                             | Campeón de la Liga Nacional de Fiyi 2008                                                                           |
| Islas Salomón 1 cupo      | Koloale                        | Campeón de la S-League 2007-08                                                                                     |
| Papúa Nueva Guinea 1 cupo | Hekari United                  | Campeón de la Liga Nacional 2007-08                                                                                |
| Vanuatu 1 cupo            | Port Vila Sharks               | Campeón de la VFF Bred Cup 2008                                                                                    |

## Fase de grupos

### Grupo A
| Equipo           | J | G | E | L | GF | GC | GD  | Pts |
| ---------------- | - | - | - | - | -- | -- | --- | --- |
| Auckland City    | 4 | 3 | 1 | 0 | 15 | 4  | +11 | 10  |
| Waitakere United | 4 | 2 | 1 | 1 | 9  | 7  | +2  | 7   |
| Port Vila Sharks | 4 | 0 | 0 | 4 | 3  | 16 | −13 | 0   |

| 2 de noviembre de 2008 | Auckland City  | 2:2 (1:1) | Waitakere United        | Kiwitea Street, Auckland                                |                                                         |
|                        | Jordan 45' 48' |           | Totori 21' · Seaman 73' | Asistencia: 1200 espectadores Árbitro(s): Peter O'Leary | Asistencia: 1200 espectadores Árbitro(s): Peter O'Leary |

| 22 de noviembre de 2008 | Waitakere United             | 3:0 (3:0) | Port Vila Sharks | Trusts Stadium, Waitakere                               |                                                         |
|                         | Seaman 21' · Krishna 28' 34' |           |                  | Asistencia: 400 espectadores Árbitro(s): Norbert Hauata | Asistencia: 400 espectadores Árbitro(s): Norbert Hauata |

| 13 de diciembre de 2008 | Port Vila Sharks | 0:2 (0:1) | Auckland City                | -, Port Vila                                           |                                                        |
|                         |                  |           | Vava 8' (a.g.) · Urlovic 70' | Asistencia: 2000 espectadores Árbitro(s): Jimmy Wright | Asistencia: 2000 espectadores Árbitro(s): Jimmy Wright |

| 14 de febrero de 2009 | Auckland City                                                                 | 8:1 (3:1) | Port Vila Sharks     | Kiwitea Street, Auckland   |                            |
|                       | Urlovic 9' 71' · Coombes 22' 47' 77' · Nikolic 30' (pen.) 81' · Feneridis 59' |           | Feneridis 40' (a.g.) | Árbitro(s): Averii Jacques | Árbitro(s): Averii Jacques |

| 7 de marzo de 2009 | Port Vila Sharks       | 2:3 (1:1) | Waitakere United                | -, Port Vila                                            |                                                         |
|                    | Poida 17' · Sakama 57' |           | Bale 10' · Seaman 54' · Hay 75' | Asistencia: 2000 espectadores Árbitro(s): Rakesh Varman | Asistencia: 2000 espectadores Árbitro(s): Rakesh Varman |

| 5 de abril de 2009 | Waitakere United | 1:3 (0:0) | Auckland City                         | Trusts Stadium, Waitakere                                   |                                                             |
|                    | Krishna 83'      |           | Friel 68' · Jordan 75' · McGeorge 79' | Asistencia: 2500 espectadores Árbitro(s): Kevin Stoltenkamp | Asistencia: 2500 espectadores Árbitro(s): Kevin Stoltenkamp |

### Grupo B
| Equipo        | J | G | E | P | GF | GC | GD | Pts |
| ------------- | - | - | - | - | -- | -- | -- | --- |
| Koloale       | 4 | 2 | 1 | 1 | 4  | 2  | +2 | 7   |
| Hekari United | 4 | 2 | 0 | 2 | 6  | 6  | 0  | 6   |
| Ba            | 4 | 1 | 1 | 2 | 3  | 5  | −2 | 4   |

| 2 de noviembre de 2008 | Ba | 0:0 | Koloale | Govind Park, Ba                                       |  |
|                        |    |     |         | Asistencia: 2000 espectadores Árbitro(s): Lencie Fred |  |

| 22 de noviembre de 2008 | Koloale                          | 3:1 (2:1) | Hekari United | Estadio Lawson Tama, Honiara                               |                                                            |
|                         | Anisua 37' · Muri 39' · Nawo 77' |           |               | Asistencia: 10 000 espectadores Árbitro(s): Michael Hester | Asistencia: 10 000 espectadores Árbitro(s): Michael Hester |

| 13 de diciembre de 2008 | Hekari United | 1:2 (1:1) | Ba                                  | Lloyd Robson Oval, Puerto Moresby                     |                                                       |
|                         | Iniga 1'      |           | Vakatalesau 6' · Maciu Dunadamu 84' | Asistencia: 8000 espectadores Árbitro(s): Chris Beath | Asistencia: 8000 espectadores Árbitro(s): Chris Beath |

| 14 de febrero de 2009 | Ba              | 1:3 (0:3) | Hekari United                          | Govind Park, Ba                                         |                                                         |
|                       | Vakatalesau 58' |           | Jack 17' (pen.) · Waroi 34' · Mela 37' | Asistencia: 5000 espectadores Árbitro(s): Peter O'Leary | Asistencia: 5000 espectadores Árbitro(s): Peter O'Leary |

| 7 de marzo de 2009 | Hekari United   | 1:0 (1:0) | Koloale | Lloyd Robson Oval, Puerto Moresby                          |                                                            |
|                    | Jack 31' (pen.) |           |         | Asistencia: 5000 espectadores Árbitro(s): Strebre Delovski | Asistencia: 5000 espectadores Árbitro(s): Strebre Delovski |

| 28 de marzo de 2009 | Koloale  | 1:0 (1:0) | Ba | Estadio Lawson Tama, Honiara                            |                                                         |
|                     | Muri 34' |           |    | Asistencia: 10 000 espectadores Árbitro(s): Lencie Fred | Asistencia: 10 000 espectadores Árbitro(s): Lencie Fred |

## Final
| 25 de abril de 2009 | Koloale        | 2:7 (1:3) | Auckland City                                                            | Estadio Lawson Tama, Honiara                                 |                                                              |
|                     | Anisua 10' 76' |           | Williams 23' · Lee 39' · Urlovic 40' · Vicelich 58' · Jordan 65' 77' 86' | Asistencia: 20 000 espectadores Árbitro(s): Strebre Delovski | Asistencia: 20 000 espectadores Árbitro(s): Strebre Delovski |

| 3 de mayo de 2009 | Auckland City         | 2:2 (0:1) | Koloale                  | Kiwitea Street, Auckland                                 |                                                          |
|                   | Jordan 56' (pen.) 58' |           | Fa'arodo 40' · Saeni 60' | Asistencia: 1250 espectadores Árbitro(s): Norbert Hauata | Asistencia: 1250 espectadores Árbitro(s): Norbert Hauata |

| Bandera de Nueva Zelanda          |
| Campeón Auckland City 2.do título |

## Estadísticas

### Goleadores
| Jugador        | Equipo           | Goles |
| -------------- | ---------------- | ----- |
| Keryn Jordan   | Auckland City    | 8     |
| Paul Urlovic   | Waitakere United | 4     |
| Richard Anisua | Koloale          | 3     |
| Chad Coombes   | Waitakere United | 3     |
| Roy Krishna    | Waitakere United | 3     |
| Paul Seaman    | Waitakere United | 3     |

### Tabla acumulada
| Equipo | Equipo           | Pts | PJ | PG | PE | PP | GF | GC | Dif | Rend  |
| ------ | ---------------- | --- | -- | -- | -- | -- | -- | -- | --- | ----- |
| 1      | Auckland City    | 16  | 6  | 5  | 1  | 0  | 24 | 8  | 16  | 88,8% |
| 2      | Koloale          | 7   | 6  | 2  | 1  | 3  | 8  | 11 | -3  | 38,8% |
| 3      | Waitakere United | 7   | 4  | 2  | 1  | 1  | 9  | 7  | 2   | 58,3% |
| 4      | Hekari United    | 6   | 4  | 2  | 0  | 2  | 6  | 6  | 0   | 50%   |
| 5      | Ba               | 4   | 4  | 1  | 1  | 2  | 3  | 5  | -2  | 33,3% |
| 6      | Port Vila Sharks | 0   | 4  | 0  | 0  | 4  | 3  | 16 | -13 | 0%    |